# Ordine della Rivoluzione d'ottobre
L'Ordine della Rivoluzione d'ottobre (in russo Орден Октябрьской Революции?, Orden Oktjabr'skoj Revoljucii) venne istituito il 31 ottobre del 1967, per il cinquantesimo anniversario della Rivoluzione d'ottobre.
Venne assegnato a individui o unità per servizi resi nella promozione e diffusione del comunismo o dello Stato, o nel miglioramento delle difese dell'Unione Sovietica. Per importanza era il secondo ordine sovietico, dopo l'ordine di Lenin.

## Caratteristiche della medaglia
Il distintivo dell'ordine consisteva di una stella rossa con raggi dorati tra le punte, al centro un pentagono contenente l'immagine dell'incrociatore Aurora che partecipò alla Rivoluzione d'ottobre. In alto una bandiera rossa con le parole "Rivoluzione d'ottobre". In basso si trovano falce e martello dorati. Il distintivo andava indossato sul lato sinistro del petto ed il nastro era di colore rosso con cinque bande azzurre nel mezzo.
L'incrociatore Aurora stesso venne decorato con l'ordine della Rivoluzione d'ottobre, unica nave ad aver ricevuto la decorazione.